# Via Crucis (Esino Lario)
Via Crucis, o Via della Croce, è un'opera dello scultore Michele Vedani situata sulla via parrocchiale don Giovanni Battista Rocca di Esino Lario, in provincia di Lecco, che conduce alla chiesa parrocchiale di San Vittore Martire. 
Fu realizzata tra il 1939 e il 1940 con formelle in bronzo incastonate nelle cappelle che in origine (dal 1831) erano affrescate. Il bronzo fu donato dagli abitanti e villeggianti del paese, mentre Vedani donò la sua opera, così come voluto dalla figlia Minuccia, morta ventenne, che chiese che il padre realizzasse qualcosa a Esino per ringraziare il paese che li ospitò per lungo tempo.
Al termine della Via Crucis, nella Cappella Grande, è collocata La Resurrezione, opera realizzata dallo stesso Vedani nel 1968.

## Galleria d'immagini

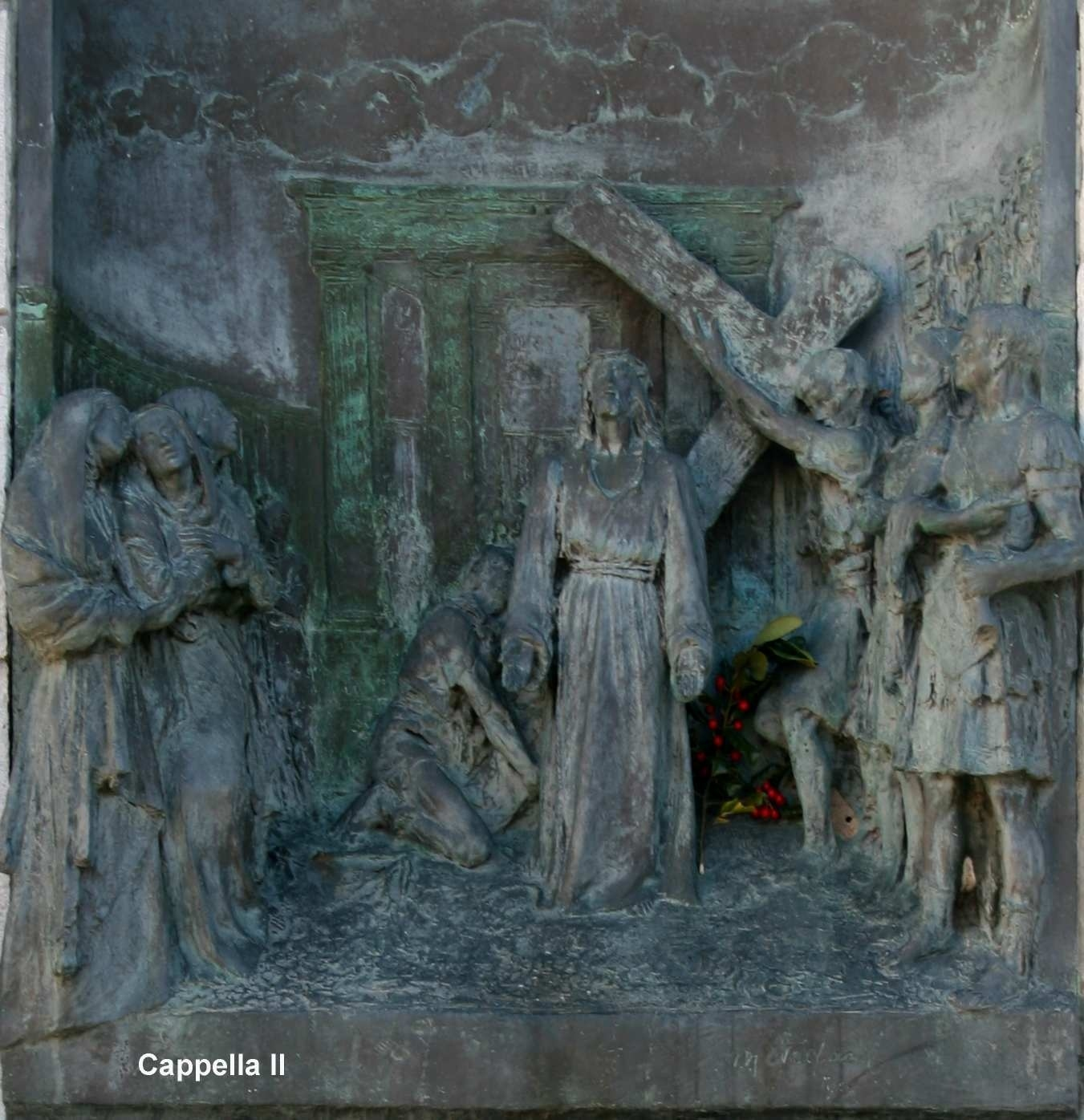
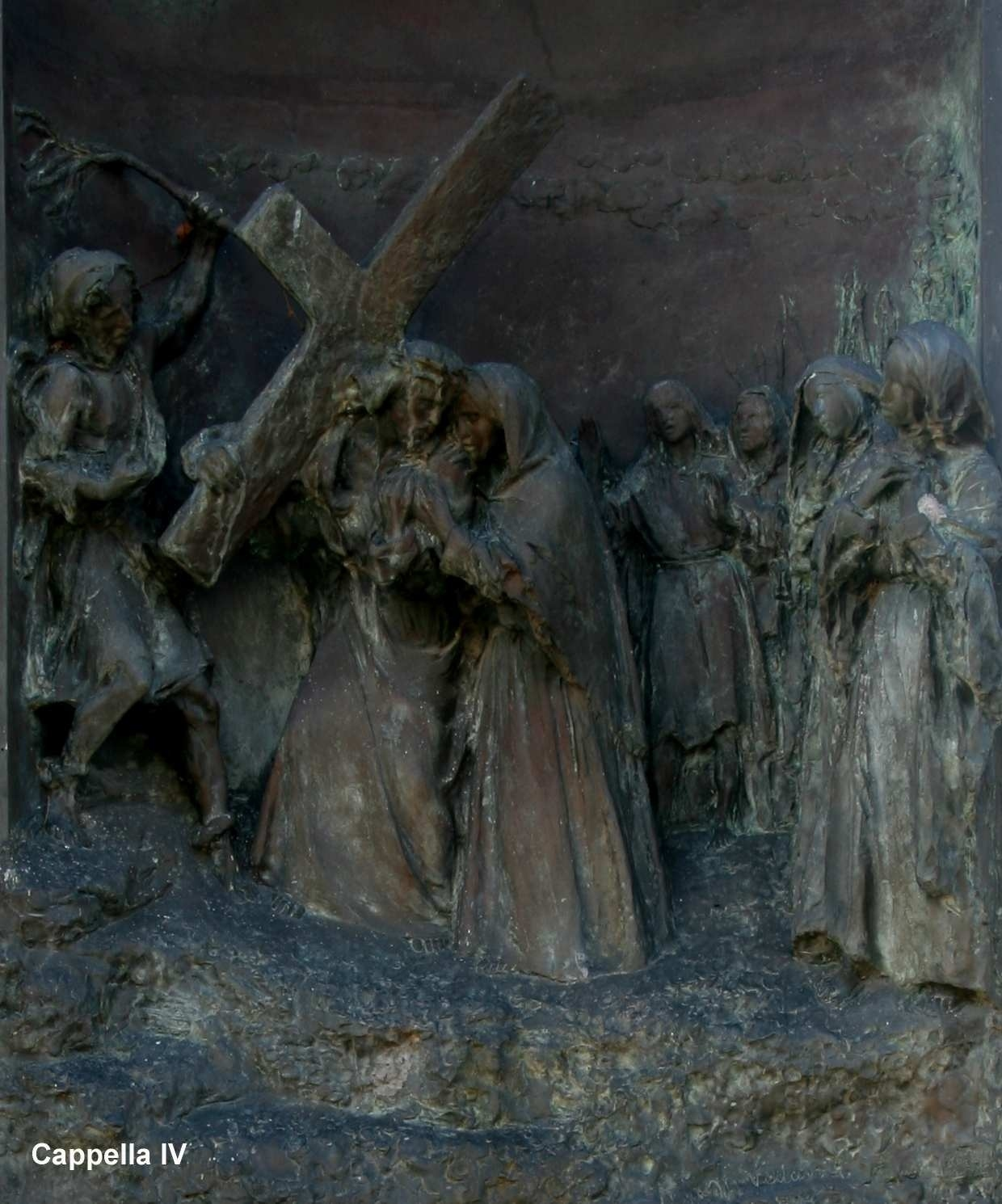
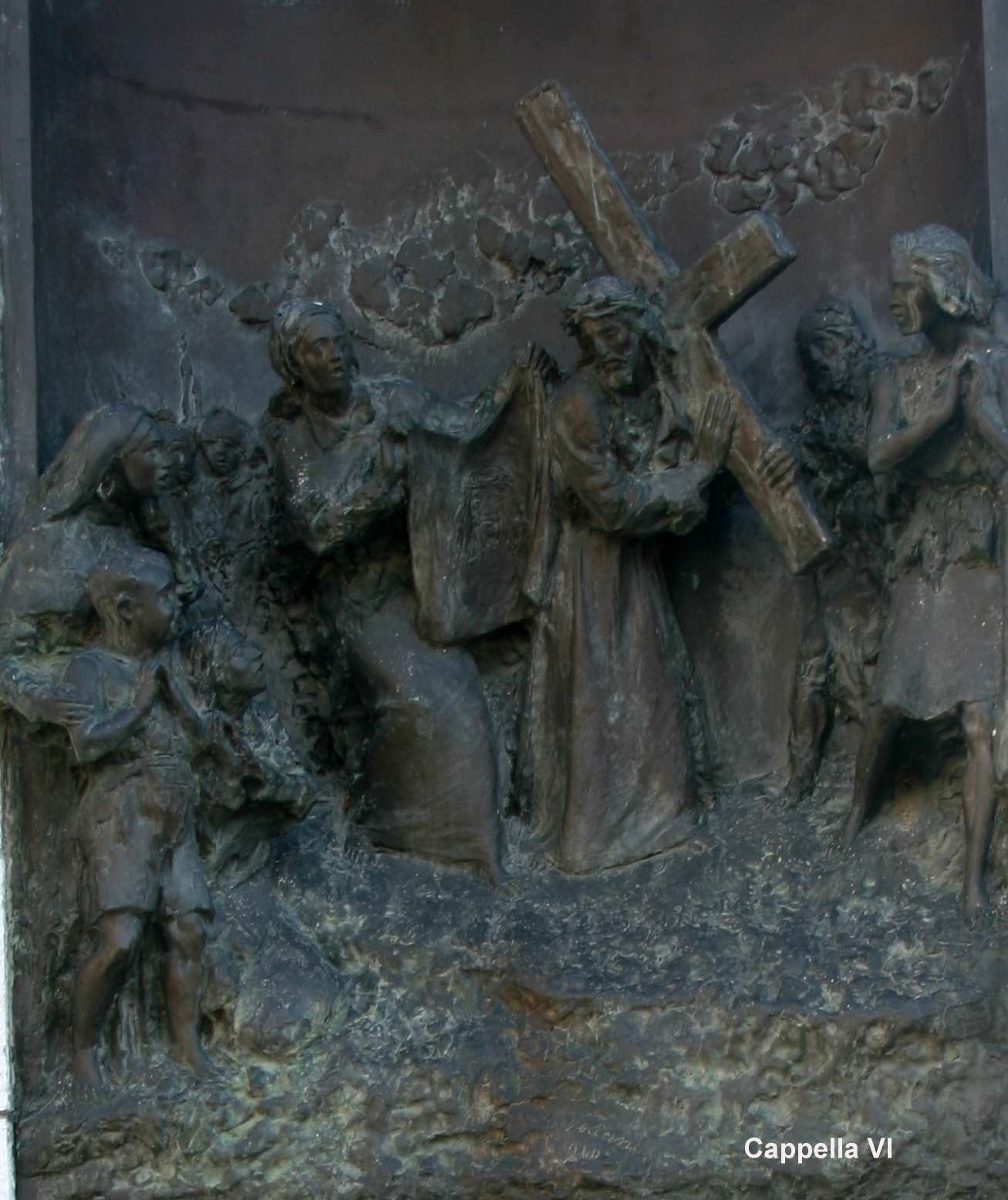
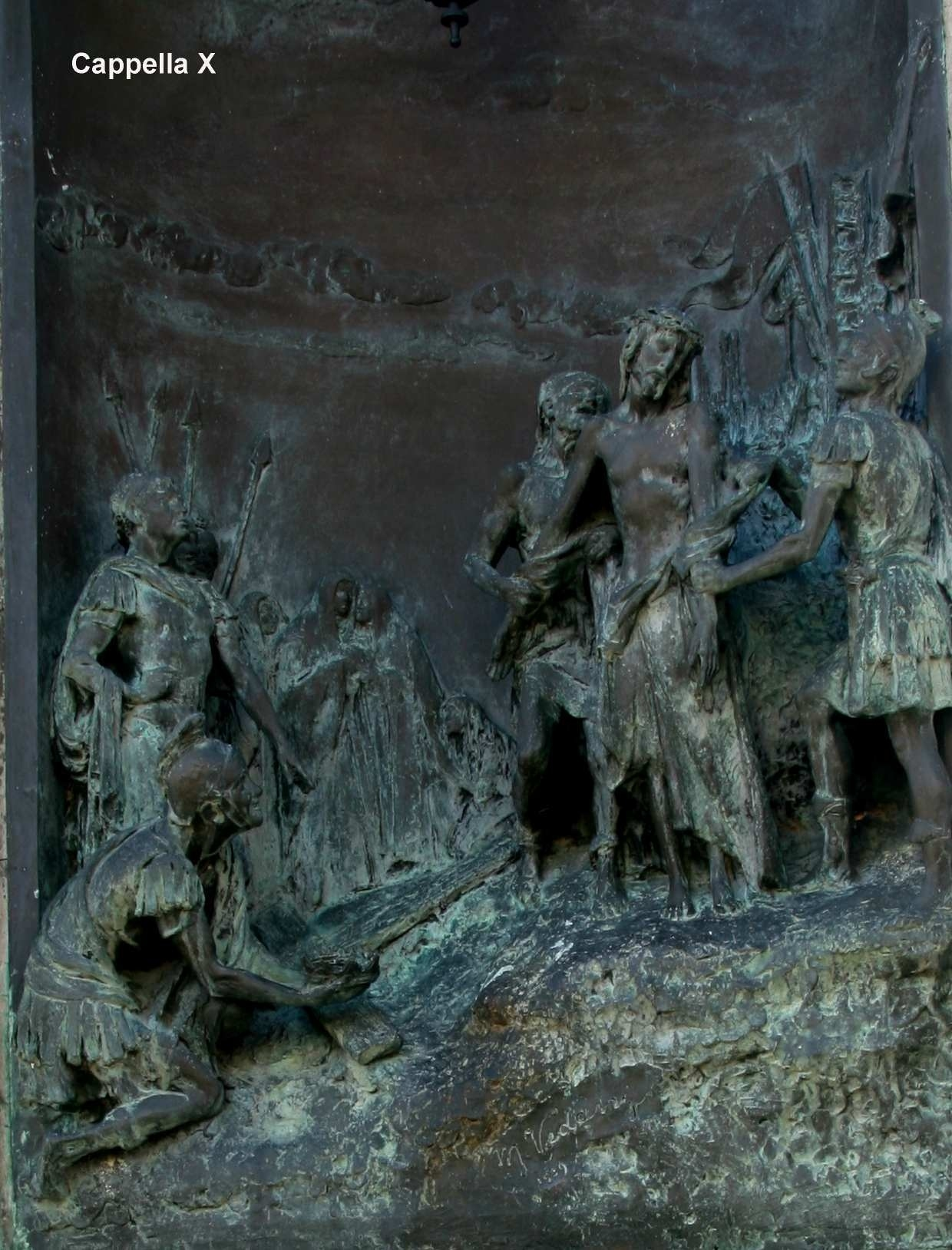
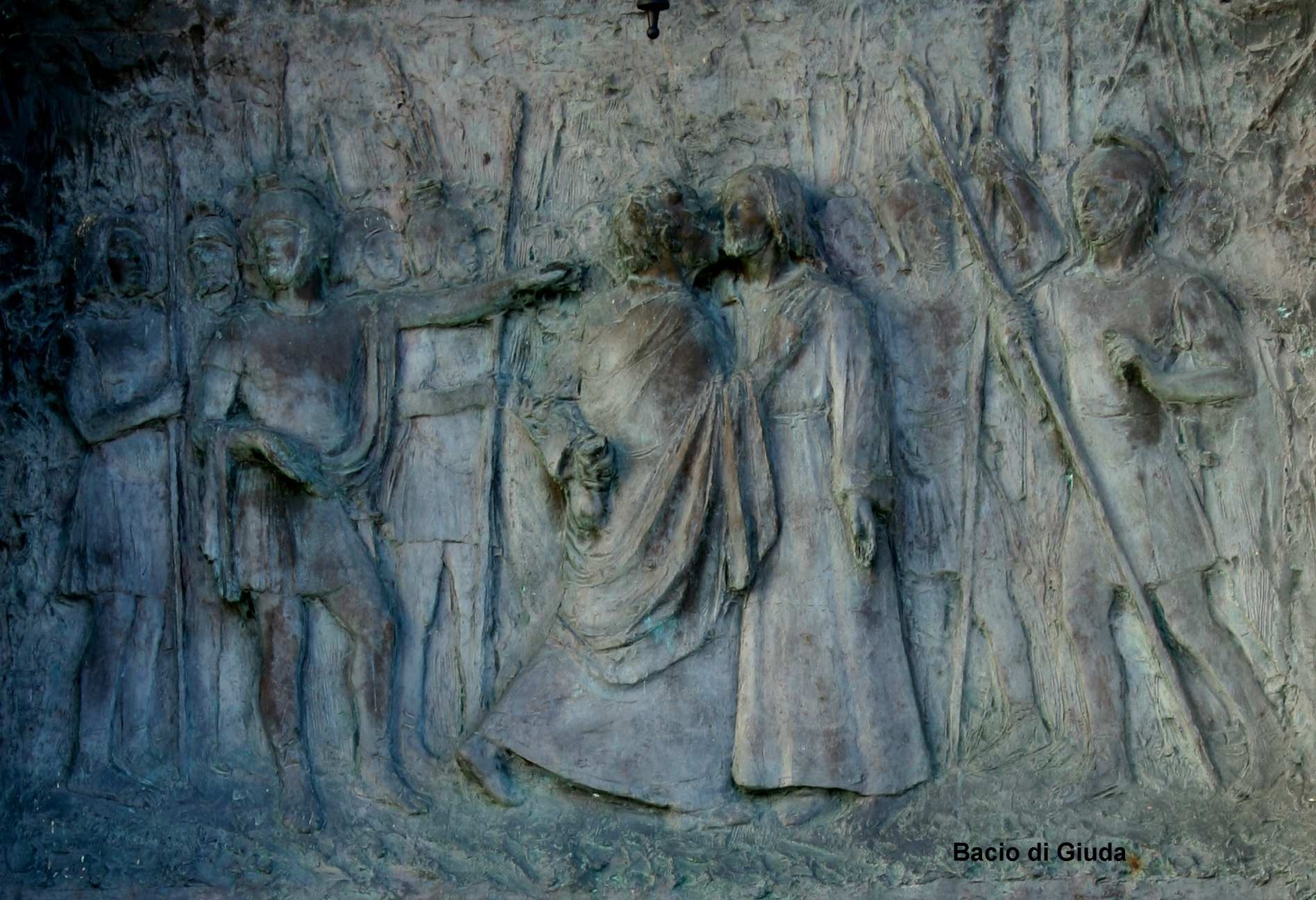
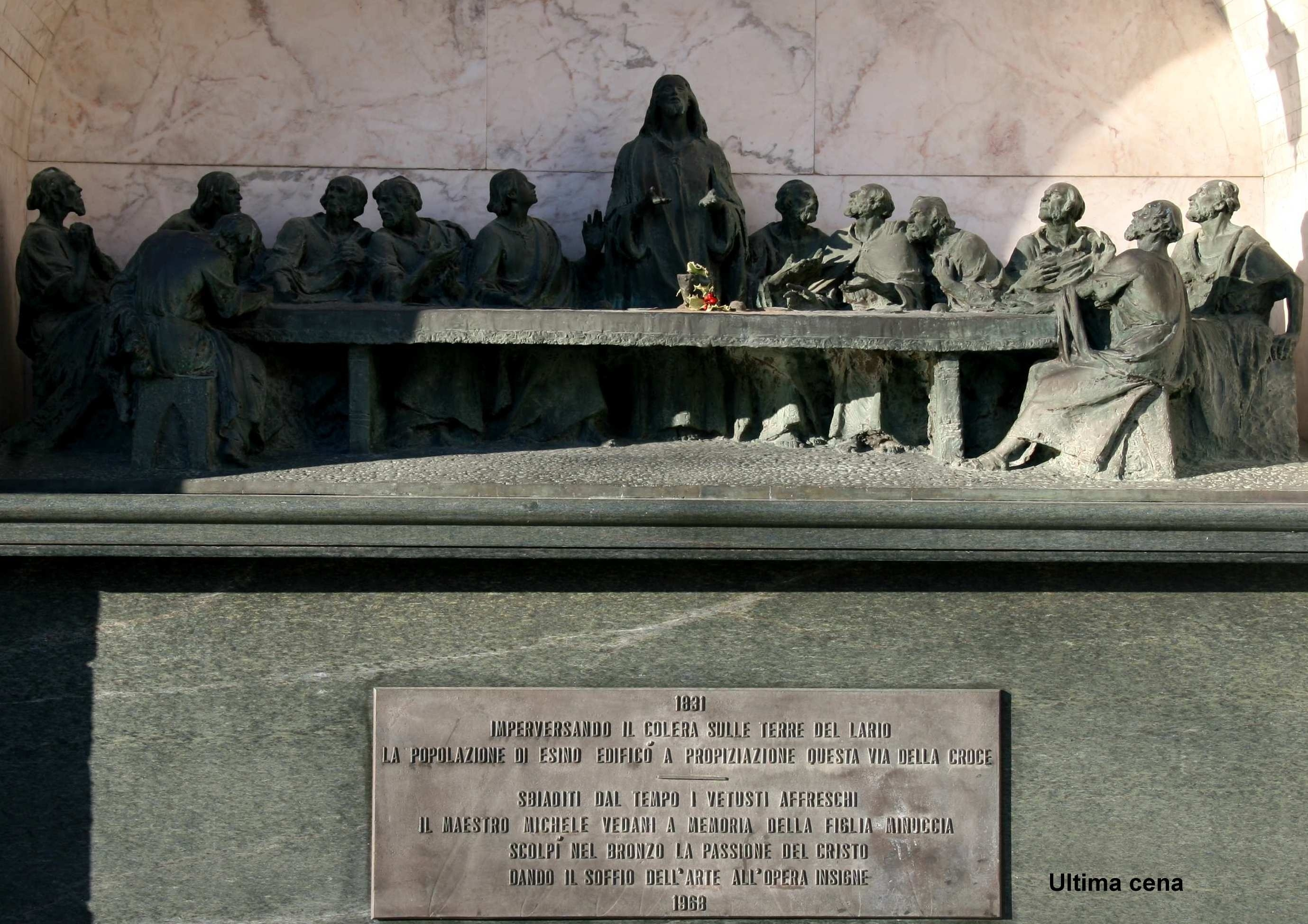